# Dean Green
Dean Green – osada w Anglii, w hrabstwie ceremonialnym Cheshire, w dystrykcie (unitary authority) Cheshire East.